# Kiss (Mai Kuraki)
Kiss è un singolo della cantante giapponese Mai Kuraki, pubblicato nel 2003 ed estratto dall'album If I Believe.

## Tracce
- CD

1. Kiss
2. You Are Not This Only One
3. Kiss (Instrumental)